# Існування
Існува́ння, екзисте́нтність (від екзистенція) — центральне поняття екзистенціалізму, унікальна особистісна сутність людини, що втілює в собі духовну, психоемоційну неповторність особи.
Особистісний характер екзистенції робить її недосяжною для будь-яких логіко-дискурсивних, раціонально-об'єктивних методів пізнавального осягнення. Внаслідок загальності методи виявляються принципово «несумірними» з особистісною (неповторно-унікальною) природою екзистенції. Тому екзистенція, як принципово несумірна із «загальним», речово-предметним об'єктивним світом, з його раціонально-логічною структурою виступає як те, що «не є» (сукупність можливостей, майбутнє та ін., що на них переважно і орієнтована екзистенція як на предмет своїх бажань, задумів, планів, проєктів), як небуття або ніщо.